# Stauros (termine)
Stauròs è un termine greco (in greco antico: σταυρός?), il cui significato ha subito modifiche nel trascorso dei secoli. La parola greca "stauròs" ha quindi diversi significati in base al contesto anche storico in cui la si trova, da "palo" a "croce".

## Greco omerico e classico

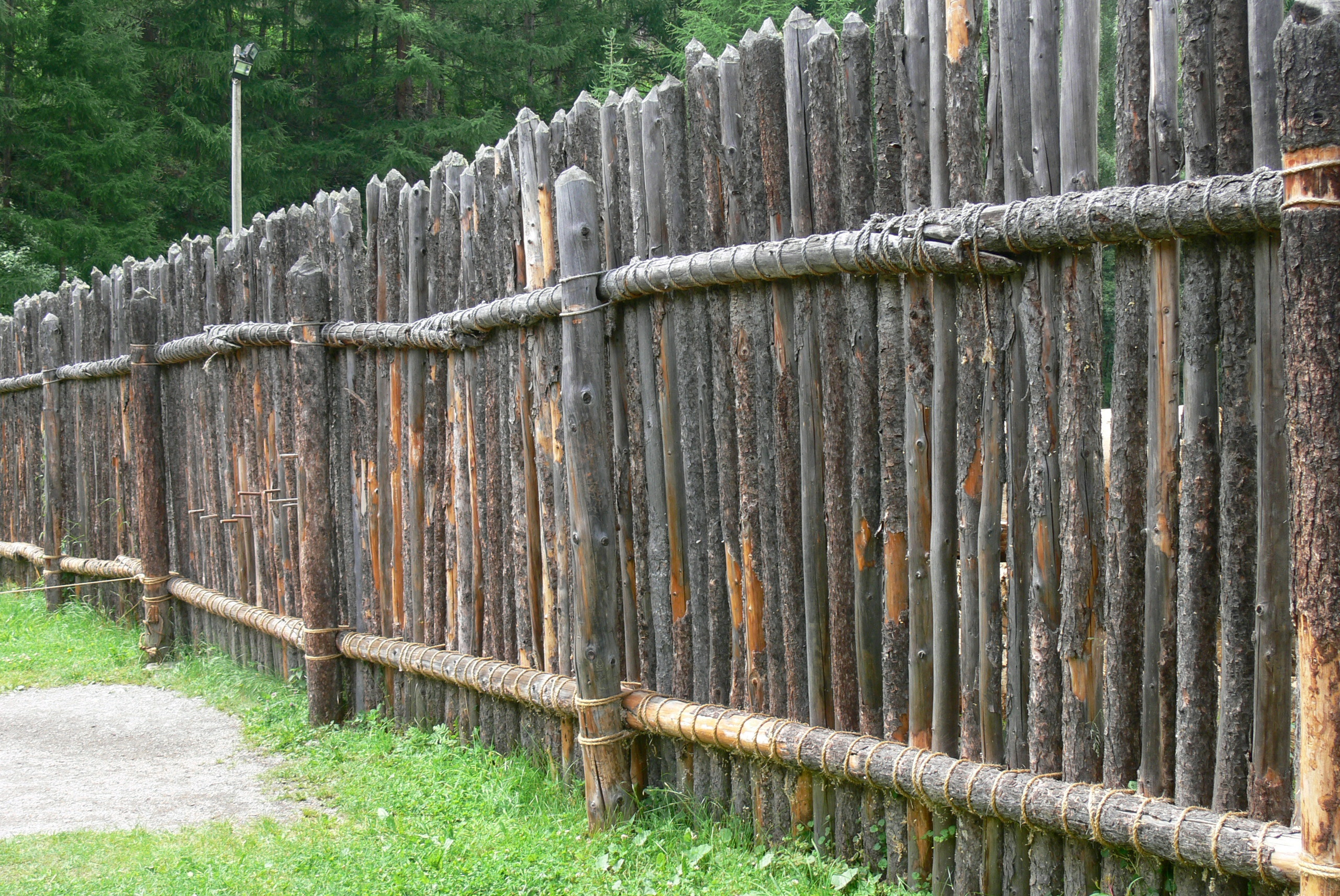
Palizzata di σταυροί

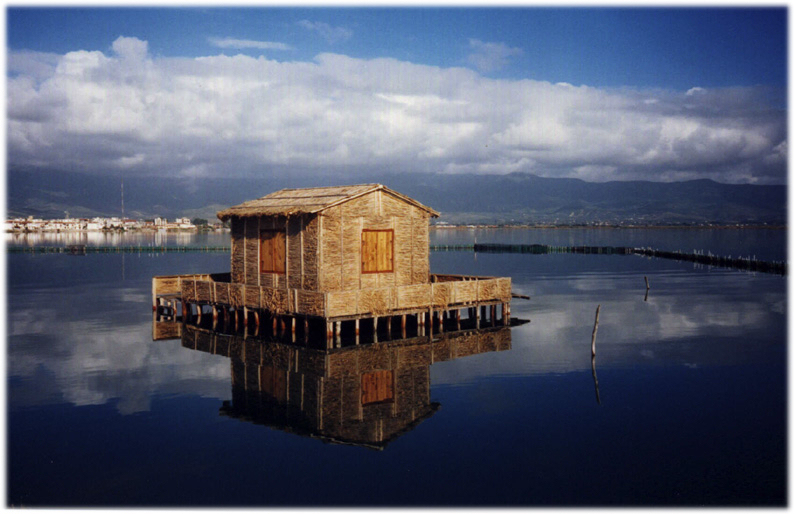
Palafitta su σταυροί

Nei testi di Omero e nella letteratura classica greca  (secoli VIII-IV prima di Cristo), il termine σταυρός, secondo i principali vocabolari del greco antico e altre fonti
significa un palo dritto adoperato o per costruire una palizzata ("σταυροὺς ἐκτὸς ἔλασσε διαμπερὲς ἔνθα καὶ ἔνθα πυκνοὺς καὶ θαμέας" (Pali forti e frequenti vi piantava intorno) – Odissea14.11; cf. Iliade 24.453, La Guerra del Peloponneso (Tucidide) 4.90,  Anabasi (Senofonte) 5.2.21) o per formare le fondamenta di una casa situata in un lago (Erodoto 5.16, Guerra del Peloponneso (Tucidide) 
7.25).
Non significa mai due pezzi di legno posti in croce l'uno ad alcun angolo rispetto all'altro, ma sempre un pezzo semplice, unitario,
 mai però isolato, essendo sempre adoperato al plurale (σταυροί), mai al singolare, in riferimento ad una serie di tali legni conficcati in posizione verticale in terra per formare una palizzata o per servire come pali di fondazione.

## Greco koinè

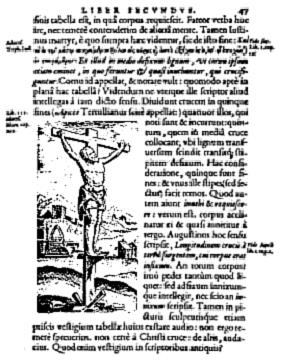
Justus Lipsius: De cruce, p. 47
immagine di Giusto Lipsio della crocifissione di Gesù

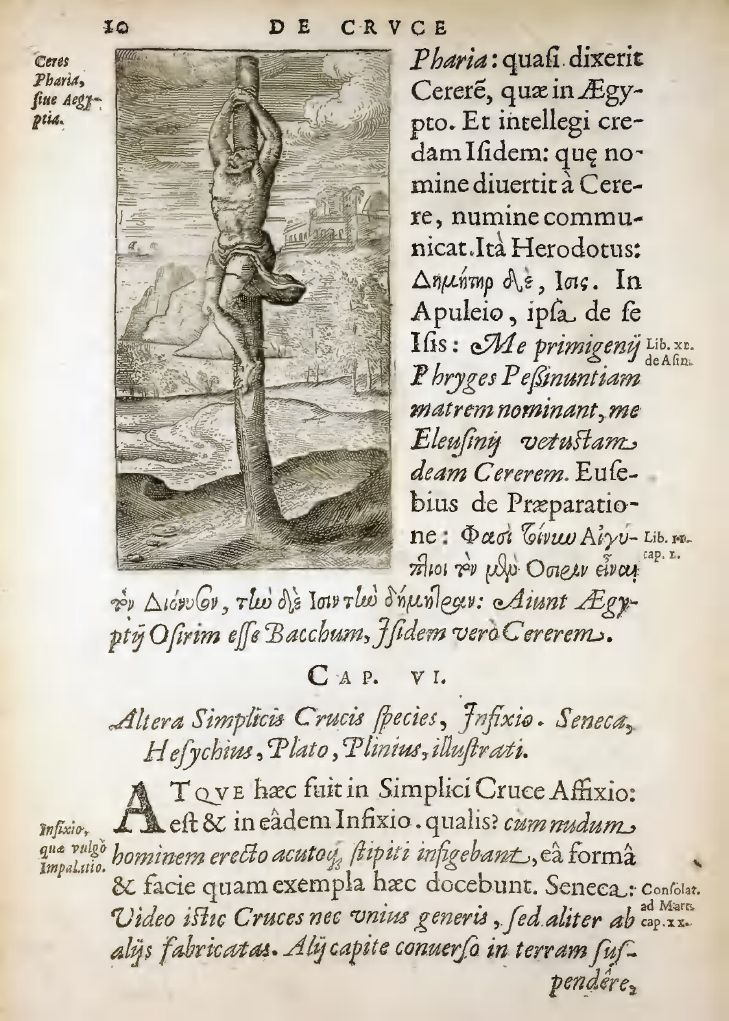
Immagine di ciò che Giusto Lipsio chiama una crux simplex ad affixionem.

La parola σταυρός, che nel greco pre-classico e classico si applicava a dei pali conficcati in terra per difesa o per servire da fondamento ad una costruzione, era usata, nel periodo post-classico, anche per uno strumento di esecuzione.
Nel greco ellenistico o koinè (κοινὴ ἑλληνική) detto anche alessandrino, comune o greco del Nuovo Testamento (dal secolo III a.C. al secolo III d.C.), la parola σταυρός al singolare è impiegata per indicare uno strumento di esecuzione o di tortura al quale si attaccava la vittima, e viene adoperata nel senso di "croce", per esempio nella Bibliotheca historica 2.18 di Diodoro Siculo (ca. 90 a.C. – ca. 27 a.C.) e nel Vangelo secondo Matteo 27.40. e la forma è descritta come quella della lettera T da Luciano di Samosata (ca. 120 – tra il 180 e il 192) nel suo Giudizio delle vocali come pure nella Lettera di Barnaba (tra il 70 e il 132).
Paul Wilhelm Schmidt, sulla base dell'affermazione del vescovo Eustazio di Tessalonica (1110 circa – 1194) che nel greco pre-classico di Omero σταυροί (σταυρός al plurale) significava πάντα τὰ ἑστῶτα ξύλα (tutti i legni in posizione eretta), dice che "σταυρός significa ogni palo o tronco d'albero in posizione eretta" e cita il passo dellˊOdissea al quale si riferiva Eustazio e che riguarda la costruzione di una palizzata. Però le (post-omeriche) descrizioni della croce nell'antichità e quelle dei loro contemporanei pagani la presentano unanimemente come composta di due legni e mai come nel testo omerico al quale si riferisce Schmidt.

## Greco moderno
Nel greco moderno, il termine σταυρός significa:
1. (a) la giuntura di due travi che si tagliano perpendicolarmente, sulla quale fu crocefisso e morto Cristo; per sineddoche, ogni oggetto di tale forma; (b) per sineddoche, il segno della croce, come gesto religioso
2. (a) figura composta di due linee perpendicolari che si tagliano a vicenda e che formano quattro angoli retti;  (b) per sineddoche, figura a croce con disposizione diversa, secondo i casi, delle sue estremità
3. metaforicamente, le prove sopportate nella vita.[13]

Per esprimere l'idea di "palo" si usa il termine πάσσαλος o (solo se si tratta di un palo appuntito) παλούκι.